# Piotrogrodzka Rada Delegatów Robotniczych i Żołnierskich

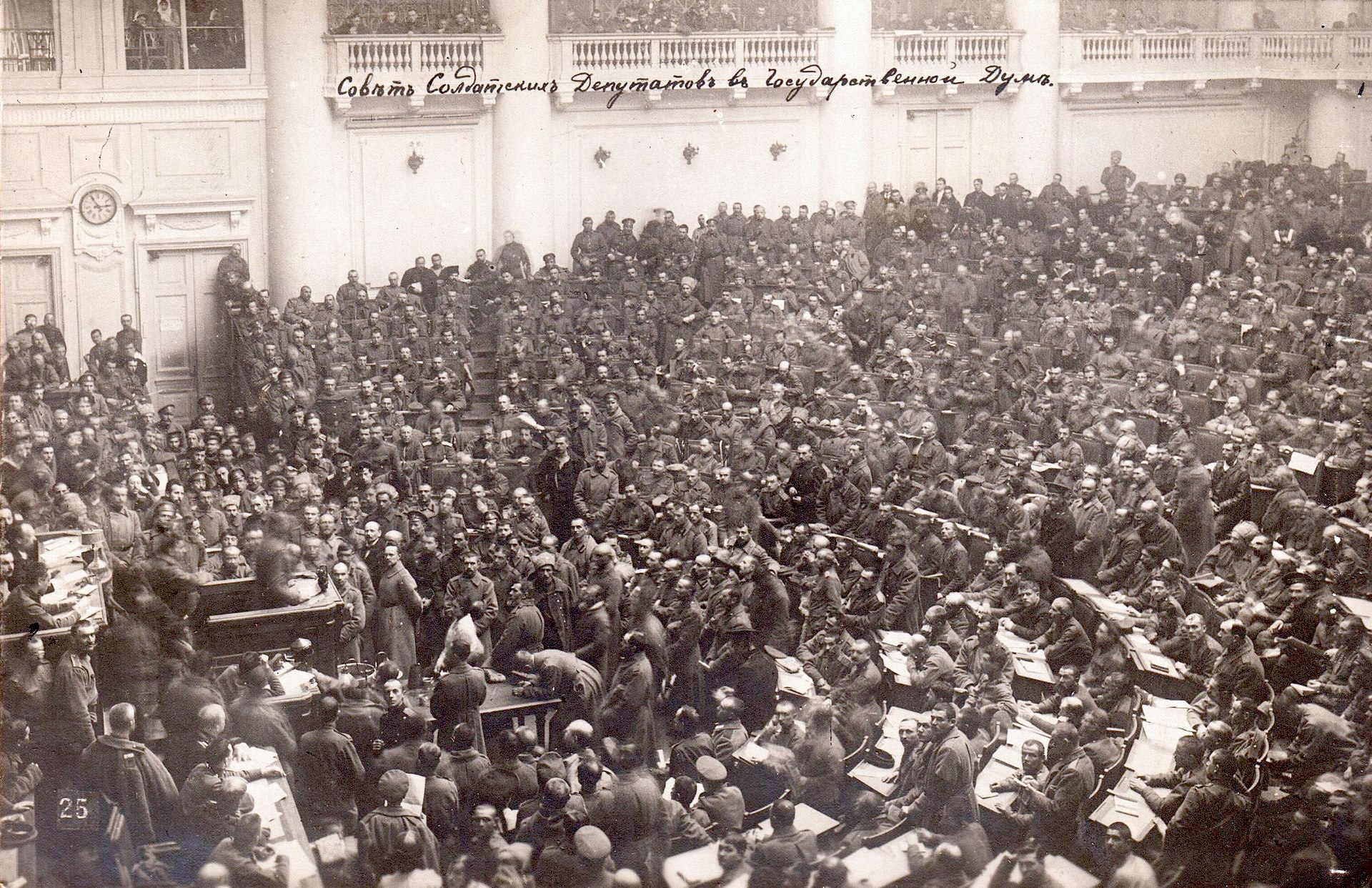
Obrady Piotrogrodzkiej Rady Delegatów Robotniczych i Żołnierskich w Pałacu Taurydzkim w Piotrogrodzie (1917)

Piotrogrodzka Rada Delegatów Robotniczych i Żołnierskich (ros. Петроградский совет рабочих и солдатских депутатов) – władza rewolucyjna utworzona 28 lutego?/13 marca 1917 w trakcie rewolucji lutowej w Rosji, element systemu dwuwładzy w Republice Rosyjskiej pomiędzy marcem a listopadem 1917. W kwietniu 1917 przekształcona we Wszechrosyjską Radę Delegatów Robotniczych i Żołnierskich. Rada ta, obok Rządu Tymczasowego stanowiła rzeczywistą władzę w Rosji, aż do przewrotu bolszewickiego (rewolucji październikowej). Do 18 lipca 1917 miejscem obrad Rady był Pałac Taurydzki, od tej daty Instytut Smolny w Piotrogrodzie.
Z chwilą powstania Rada wyłoniła Komitet Wykonawczy. Komitetowi przewodniczył Nikola Czcheidze (od 13 marca 1917 do 6 września?/19 września 1917), następnie Lew Trocki.